# جايسون ريتشاردسون
جايسون ريتشاردسون (بالإنجليزية: Jason Richardson)‏ (و. 1986  م) هو منافس ألعاب قوى أمريكي، ولد في هيوستن، شارك في الألعاب الأولمبية الصيفية 2012.

## وصلات خارجية
- جايسون ريتشاردسون على موقع IMDb (الإنجليزية)
- جايسون ريتشاردسون على موقع الاتحاد الدولي لألعاب القوى (الإنجليزية)
- جايسون ريتشاردسون على موقع الاتحاد الأمريكي لسباقات المضمار والميدان (الإنجليزية)
- جايسون ريتشاردسون على موقع الدوري الماسي (الإنجليزية)
- جايسون ريتشاردسون على موقع أوليمبيديا (الإنجليزية)
- جايسون ريتشاردسون على موقع اللجنة الأولمبية والبارالمبية الأمريكية (الإنجليزية)

- جايسون ريتشاردسون في قاعدة بيانات الأفلام على الإنترنت
- جايسون ريتشاردسون  على موقع SportsReference  - سبورتس رفرنس